# Grupo de Iravals
El Grupo de Iravals fue un círculo o taller de pintores, que cultivó el estilo de la Pintura del Trecento italiana y al que se le atribuye muchas de las tablas realizadas en los talleres barceloneses durante la década posterior a la peste negra.

## Obra atribuida
- Retablo de santa Marta de Iravals.
- Un fragmento de retablo con dos santas de la catedral de Barcelona.
- Las tablas de Santa María y los apóstoles de Barcelona-Lille-Cracovia.
- Los fragmentos de los retablos de Tobed, que posteriormente ha sido atribuido a Francesc Serra, el hermano mayor de la saga.[2]
- La predela de San Onofre, conservada en el Museo de la Catedral de Barcelona.
- Un santo diácono procedente de San Celoni.
- Una mesa con Pentecostés.
- La calle central del retablo de San Vicente dels Horts.
- Las tablas de Santa Oliva del Museo Diocesano de Barcelona.